# 6. Armee (Russisches Kaiserreich)
Die 6. Armee des Russischen Kaiserreichs war eine Armee, die während des Ersten Weltkrieges eingesetzt wurde. Die Armee wurde im Juli 1914 nach dem Eintritt Russlands in den Ersten Weltkrieg gegründet und 1918 aufgelöst.

## Geschichte
Die 6. Armee operierte zu Kriegsbeginn selbständig und diente zur Sicherung im Raum Sankt Petersburg. Sie bestand aus dem XXII. Korps und umfasste nur vier Infanterie- und eine verstärkte Kavallerie-Division. 
Nach dem Kriegseintritt Rumäniens im August 1916 wurde das AOK 6 von der nördlichen Ostfront an den rumänischen Kriegsschauplatz verlegt und hielt mit dem XLVII. Armeekorps den südlichen Abschnitt in der Dobrudscha.
Im Dezember 1917 umfasste die 6. Armee folgende Großverbände:
- IV. Armeekorps
- VII. Armeekorps
- XLVII. Armeekorps
- Sibirisches IV. Armeekorps

## Kommandeure
- Konstantin Petrowitsch van der Flit (26. August 1914 – 21. Juni 1915)
- Nikolai Wladimirowitsch Russki (30. Juni 1915 – 18. August 1915)
- Alexei Jewgrafowitsch Tschurin (20. August 1915 – 20. März 1916)
- Wladimir Nikolajewitsch Gorbatowski (20. März 1916 – 12. Dezember 1916)
- Afanassi Andrejewitsch Zurikow (12. Dezember 1916 – November 1917)
- Augustin Antonowitsch Peschchailo (November – Dezember 1917)